# Фаббинг
Фаббинг (англ. phubbing; от англ. phone — «телефон» и snubbing — «пренебрежительное отношение») — привычка постоянно отвлекаться на свой гаджет во время разговора с собеседником.
Термин «фаббинг» появился в мае 2012 года в Университете Сиднея, где рекламное агентство McCann устроило съезд литературоведов, писателей и поэтов, чтобы дать название новому явлению, когда человек во время живого общения постоянно отвлекается на смартфон.

## Основные признаки фаббинга
- Во время еды человек не может оторваться от гаджета.
- Держание смартфона в руке даже во время ходьбы.
- Моментальное хватание смартфона при звуковых оповещениях, несмотря на беседу с человеком.
- Во время отдыха (пикник, день рождения, вечеринка, прогулка) человек большую часть времени проводит в гаджете.
- Боязнь пропустить что-нибудь важное в ленте новостей.
- Бесцельное листание уже увиденного в сети.
- Желание проводить в компании смартфона большую часть своего времени.

## Кампания Stop Phubbing
Для того, чтобы распространить такое понятие как «фаббинг», рекламщики запустили кампанию Stop Phubbing, в ходе которой они призывали молодёжь переключиться на живое общение. Первоначально многие СМИ сообщали, что организатором движения стал 23-летний мельбурнский студент Алекс Хэйг, который якобы устал от собственных друзей, уткнувшихся в смартфоны. Но в начале октября 2013 года McCann выпустило фильм A Word is Born, посвящённый появлению нового слова. Оказалось, что шумиха вокруг Stop Phubbing была использована для рекламы нового издания австралийского национального словаря Макквори («Macquarie Dictionary»), в который слово «фаббинг» официально вошло в 2013 году. Юный Алекс Хэйг оказался сотрудником рекламного агентства, которому удалось распространить новый термин словно вирус. Газета Herald Sun, в которую обратился Хэйг, впервые написала о фаббинге, после чего СМИ других стран подхватили эту новость.
Лозунг кампании: No Tweeting, No Facebook, No Instagram, No Foursquare, No Sexting: respect the food, the music and the company you’re in. Благодаря проведённой кампании о фаббинге узнали по всему миру. На сайте Stop Phubbing до сих пор можно поддержать движение, а также найти собственную статистику кампании: «87 % подростков предпочли бы общаться с помощью текста, а не лицом к лицу», «в ресторане в среднем около 25 случаев фаббинга во время ужина».

## Исследования
В октябре 2015 года профессор Джеймс Робертс (James Roberts) и Мередит Дэвид (Meredith David) из Бейлорского университета (Техас) провели два исследования в виде опроса среди 453 взрослых американцев, чтобы выяснить как фаббинг влияет на отношения в паре. Специально для первого исследования учёные разработали «шкалу фаббинга», которая состояла из девяти пунктов различных типов поведения (например, «во время общения партнёр не доставал телефон», «партнёр постоянно пользовался гаджетом во время беседы»). Во втором исследовании учёные пытались выяснить, насколько смартфон влияет на межличностные конфликты. На основании двух исследований профессора сделали выводы, что 46,3 % респондентов сталкивались с фаббингом со стороны своего партнёра постоянно, 22,6 % отметили случаи конфликтов из-за фаббинга, около трети (36,6 %) признались, что фаббинг вызывает депрессивное состояние, а 32 % остались довольны своими отношениями, несмотря на фаббинг.
«В повседневной жизни люди часто думают, что небольшое отвлечение внимания на смартфон не имеет особого значения для отношений. Однако результаты исследования показывают, что частое обращение к телефону одного из партнёров приводит к резкому снижению удовлетворённостью от отношений, — объясняет Мередит Дэвид. — Фаббинг может привести к депрессии, так что следует учитывать потенциальный вред смартфона для близких отношений».
В 2016 году предпосылки фаббинга проанализировали учёные из Школы психологии Кентского университета (работа была опубликована в журнале Computers in Human Behavior). В исследовании принял участие 251 человек (93 мужчины и 158 женщин в возрасте от 18 до 66 лет). Психологи выявляли предрасположенность респондентов к интернет-зависимости, их способность к самоконтролю, а также подверженность синдрому FOMO (англ. fear of missing out — «страх пропустить что-то важное», например, боязнь пропустить новость в ленте новостей). Испытуемые также проходили опросы, оценивая как часто они или их знакомые занимаются фаббингом (варианты ответа: «4 и более раз в день», «1-3 раза в день», «менее раза в день», «ещё реже, чем менее одного раза в день»), сколько времени «копаются» в телефоне («менее 15 минут», «менее часа», «1-2 часа», «более двух часов»). В опросе присутствовали такие вопросы, как «Сталкивались ли вы когда-нибудь с фаббингом?», «Считаете ли вы, что фаббинг характерен для людей из вашего окружения?», «Считаете ли вы фаббинг приемлемым?», «Считаете ли вы, что другие люди воспринимают фаббинг как приемлемое поведение?».
По результатам исследования психологи установили, что женщины больше подвержены фаббингу, чем мужчины. Более того, учёные выявили взаимосвязь между пристрастием к фаббингу и синдромом FoMO, зависимостью от интернета, а также слабым самоконтролем.
«Мы полагаем, что фаббинг стал нормой в результате как наблюдаемого, так и собственного поведения людей. Люди видят, как окружающие „сидят в смартфонах“, но и сами делают то же самое. В среде, где люди постоянно примеряют на себя роль то действующего лица, то человека, принимающего определённый тип поведения от окружающих, это поведение становится нормой», — комментируют авторы работы.